# 崔藝瑟
崔藝瑟（韓語：최예슬，1994年1月4日—），韓國女演員。
2019年9月28日與前MBLAQ成员G.O结婚。

## 演出作品

### 電視劇
- 2013年：SBS《那年冬天風在吹》飾演 朴振美
- 2014年：OCN《能看見鬼的警察處容》飾演 韓美熙 ( 第4集 )
- 2014年：SBS Plus《女子漫畫皮鞋》飾演 熙恩
- 2015年：MBC《憤怒的媽媽》飾演 安泰熙
- 2015年：MBC《媽媽》飾演 金敏智

### 網路劇
- 2014年：Naver Cast TV《出眾的女人》
- 2014年：Daum storyball《SOME男SOME女》

## 外部連結
- 經紀公司網站 （页面存档备份，存于）
- 崔藝瑟的X（前Twitter）
- 崔藝瑟的Instagram帳戶